# Kalle Anka blir pappa
Kalle Anka blir pappa (engelska: Daddy Duck) är en amerikansk animerad kortfilm med Kalle Anka från 1948.

## Handling
Kalle Anka adopterar en bebis som inte visar sig vara en anka, utan en känguru med namnet Joey. Han får tips från adoptionsbyrån om hur han ska ta hand om den lille ungen, som samtidigt orsakar besvär för Kalle.

## Om filmen
Filmen hade svensk premiär den 3 januari 1949 på biografen Spegeln i Stockholm, och var nedklippt till 6 minuter i jämförelse med filmens originallängd på 7 minuter.

## Rollista
- Clarence Nash – Kalle Anka[5]